# Catedral de Nuestra Señora del Rosario (Estelí)
La Catedral de Nuestra Señora del Rosario de Estelí es la sede de la diócesis de Estelí y está dedicada a la advocación mariana de Nuestra Señora del Rosario de Estelí, patrona de la diócesis. Se encuentra ubicada en la ciudad de Estelí, Nicaragua. Tiene un estilo Neoclàsico y moderno, fue consagrada como sede de la diócesis el 17 de diciembre de 1962 por el papa Juan XXIII.
Se le conoció hasta la década de 1990, como la Catedral Blanca.

## Antecedentes
Con los traslados de la Villa de San Antonio de Pavía, de Villa Vieja al Llano de Michigüiste y de este al actual sitio de la ciudad transcurrieron tres etapas diferentes.
Para 1865, los habitantes de la Nueva Ciudad de Segovia (Ciudad Antigua), llegaron ahí huyendo de la destrucción e invasión de los piratas ingleses. Al llegar a la actual Villa Vieja, fundaron ahí la Villa de San Antonio de Pavía con una pequeña ermita provisional.
La Villa en sus inicios era una pequeña localidad con unos pocos habitantes, con lo necesario para sobresalir.
El segundo templo, fue más formal en cuanto a su estructura, se comenzó su edificación aproximadamente en 1731, de esta etapa de la construcción la referencia que se tiene es el informe del Obispo Agustín Morel de Santa Cruz, Obispo de Nicaragua, que expresaba:

Una iglesia con su capilla mayor y sacristía de adobes, piedra y lodo, con el techo de teja: el resto es un cuerpo provisional de paja, muy indecente y lleno de goteras; cíñelo unas paredes como de cinco o seis varas de alto de adobes y tierra para las naves que debe tener una nueva iglesia, cuya fabrica hará veinte años que se está atendiendo.
Agustín Morel de Santa Cruz, Obispo de Nicaragua

Esta ermita tenía lo propio de las ermitas coloniales primitivas; de planta rectangular, de un solo cuerpo, techo a dos aguas, una sola nave, con imágenes coloniales españolas llevadas a la Nueva Ciudad de Segovia por los españoles; 183 años después es traslada la ermita con el poblado al Llano de Michigüiste.

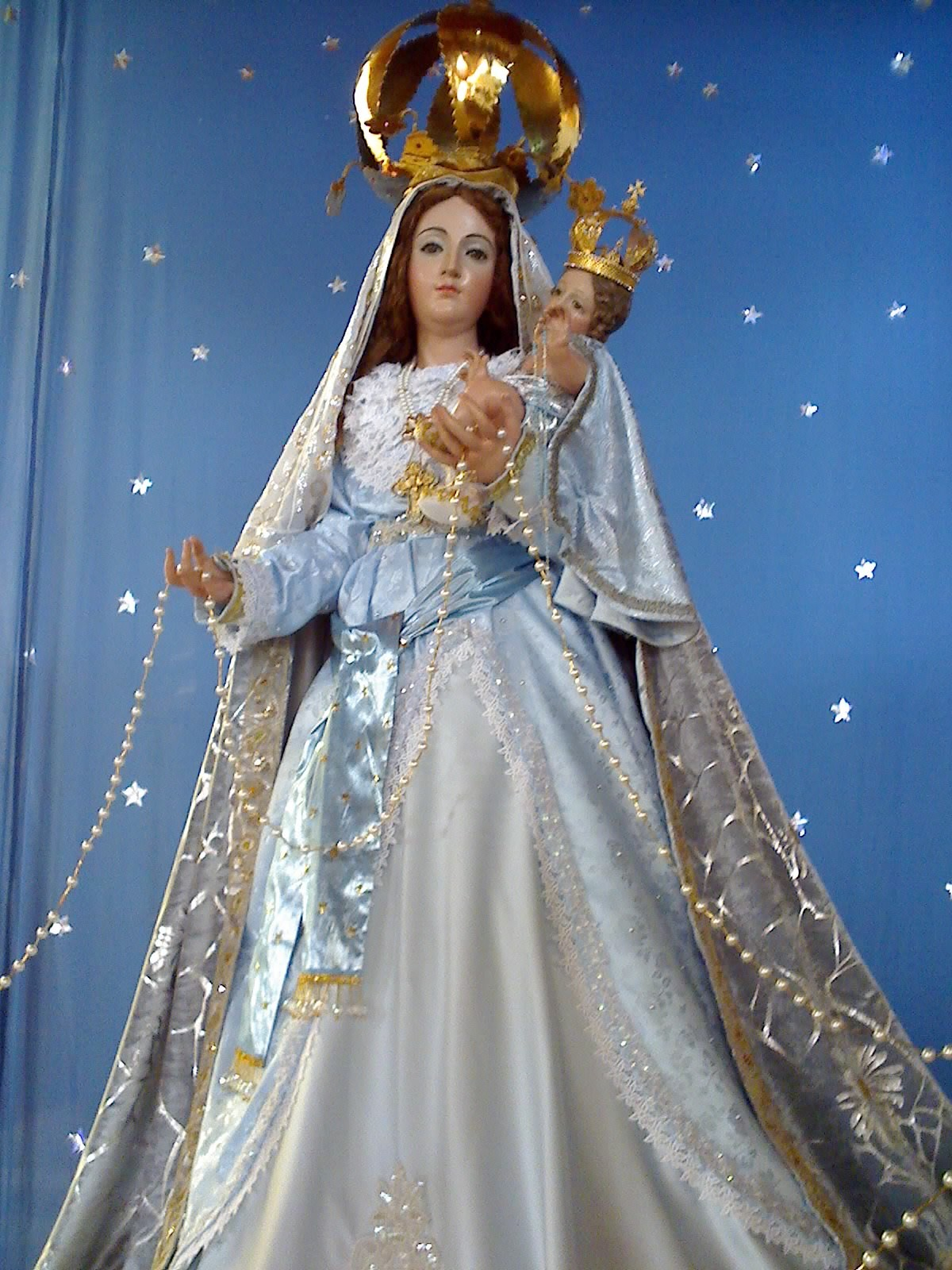
Nuestra Señora del Rosario, Patrona de la Diócesis y Titular de la Catedral.

La tercera construcción del templo tenía sus reliquias coloniales, entre las reliquias según las crónicas estaban el “Señor Crucificado del Desprendimiento” y la imagen de la “Virgen del Rosario” que según la leyenda la imagen estaba destinada a la ciudad de León y por equivocación llegó a Estelí; teniendo también platerías, ornamentos para el altar y retablos de carácter colonial.
Como reliquia de total importancia estaba la pila bautismal, tallada a mano por los primeros habitantes de la Villa de San Antonio de Pavía. Las crónicas expresan que para 1778 el “Señor Crucificado del Desprendimiento” fue dado a retocar por un pintor y restaurador de la Villa de Nicaragua (Ciudad de Rivas), dejando en una de las extremidades inferiores de la imagen una carta que se encontró en 1947.
Este documento hace evidente la antigüedad de la imagen, datando -según las crónicas- desde tiempo de la colonia, desde la fundación de la Villa.

## Templo actual
El traslado al actual territorio de la ciudad de Estelí se dio por los ataques de lo aborígenes. Según las memorias municipales, los pobladores “meditaron si convenía la reconstrucción de la villa o trasladarla a un lugar más apropiado”, eligiendo el traslado al Llano de Michigüiste y entre lo primero que trasladaron fue la ermita, que simbólicamente significaba el traslado oficial.
Este traslado se dio aproximadamente entre los días 11 – 13 de junio de 1823. La construcción de la ermita fue rudimentaria, gañeron con techo de paja y piso de tierra, correspondiendo a los materiales tradicionales de aquella época; teniendo como titular a San Antonio de Padua; al trasladarse la ermita se trasladaron también las imágenes sagradas para los pobladores, su reliquias, el Cristo del Desprendimiento y la Virgen del Rosario.
En 1871, la Villa pasó a denominarse legítimamente como Municipio, se dispuso la erección de un distrito, con todo ello el Municipio tomaba una nueva figura, de ciudad, con ello, también la ermita cambiaba su aspecto.

## Materiales de la primera construcción actual
El nuevo templo se inició en 1882, por iniciativa del sacerdote José Cajina, cooperando en ello los pobladores; se emplearon en su construcción materiales que ofrecía el propio entorno del municipio; la comunidad apoyo con el traslado de la madera, los pilares de níspero con altura de 11 Varas, artesón de Zapotillo y guachipilín, explotadas de los bosques de los alrededores del Municipio; los pobladores denominaron todo el proyecto como “fajinas dominicales”, por hacer todo el trabajo los días domingos. Los traslados eran organizados por el cura párroco de la ermita, trabajaba con los pobladores como cualquier otro hombre, jalando los bueyes cargados de madera, según las crónicas “bajaban cantando al camino con comidas y bebidas y hacían velas a la luz de la luna para esperar la llegada de la caravana… tocaban guitarras e improvisaban números”.
En la etapa de construcción del templo también colaboro el párroco Camilo López Barrantes, sucesor del padre Cajina, etapa que concluyó en 1888, seis años después de haber iniciado. 

### Materiales
Se construyó la ermita con los materiales que construían sus viviendas, paredes de adobe, ladrillos de barro para el piso, el armazón del techo con tejas y maderas de Zapotillo y guachipilín, los pilares de níspero con 11 varas de alto utilizando en los trabajos más finos maderas de cedro real y caoba.
Los adobes eran preparados por los mismos pobladores. Al terminar las paredes, se dio paso al repello de las paredes con mezcla negra a base de arena y tierra, el fino era preparado con cal.

### Su estilo
Siendo el templo de carácter formal, ya predominaba el estilo que tendría el templo, evolucionó arquitectónicamente. De planta rectangular, el presbiterio tenía una medida más angosta, de una sola planta, casi de igual tamaño que la construcción actual, paredes altas y fuertes, techo de paja a dos aguas, con aleros a los lados, sin torres, ni bóveda ni cúpula, el campanario estaba ubicado en el lado norte montado en cuatro horcones, dándole la forma de una caseta, en el mismo estaba ubicada una matraca que se utilizaba en Semana Santa. En el atrio frente a la puerta mayor estaba ubicada “La Cruz del Perdón”.
El interior estaba dividido en tres naves pequeñas, que daban paso al altar mayor, ornamentados con labrados de madera. Las crónicas expresan que

era sostenido como aquellos templos de la antigüedad por dos hileras de cuatro robustas y altas columnas de madera de níspero, todas ellas labradas en forma ochavada, con basamento de cantera y rematadas en vistosas zapatas, ricamente decoradas…. Y al fondo, aquel altar como una joya resplandeciente, tallado en maderas de cedro real, con ornamentos borlados, capiteles y otras filigranas y sobre el mismo, como en el trono y los sitiales de una corte, las distintas imágenes con sus candelabros de plata y oro encendidos con serena luz de veladoras. De semejante belleza era también aquel púlpito tallado en finas maderas que estaba al lado izquierdo. Cubría toda una gama uniforme y limpia de ladrillos de barro cocido. Y ahí estaba también a la entrada, como una sagrada reliquia, la antigua pila bautismal traída desde Villa Vieja y unos reclinatorios...

## Estilo neoclásico
Pasó de un templo de adobe a una construcción completamente nueva, en su forma y arquitectura, su estilo, materiales constructivos… primero se construyó su fachada, conforme a un plano especial, trabajando en él, los mejores constructores de la capital. La catedral presenta dos estilos diferentes, en neoclásico y el moderno, expresados en la fachada y el cuerpo del edificio.
Es un templo con tres naves con planta de cruz latina, su fachada conserva dos torres, no tiene cúpula, sino una bóveda de arista, ocupando una superficie de una manzana con áreas verdes y jardines, en los laterales frontal se destacan las imágenes de San Francisco y Santo Domingo de Guzmán, en memoria de la fundación de las terceras órdenes de franciscanas y dominicas, fundadas por el Pbro. José Filemón Herrera.

### Fachada
Se inició a inicios de 1930, durante el curato del Presbítero Filemón Mejía Fajardo (1896–1945), quien comenzó la construcción de la obra, sin tener conocimientos de arquitectura el Sr. Wenceslao González se hizo responsable de la construcción del edificio.
La torre norte fue la primera construcción de la fachada, la segunda torre se construyó en 1940, posteriormente se construyó el frontispicio (1945). La construcción se interrumpió por cinco años. El arco toral era de estilo neoclásico que armonizaba con la fachada. El zócalo, decorado con molduras y 1 metro de altura, columnas con estilo dórico con fuste liso, el resto de estilo jónico de fuste estriado.

### Estilo
Muestra una composición de formas y ornamentos propios de la corriente artística de los siglos XVIII y XIX, se aprecian columnas, capiteles, cornisas, arcos, frontón… tienen el sello de su influencia. La fachada está basada en el estilo del primer templo, fachada neoclásica de la vieja iglesia de adobe. Tiene proporciones simétricas, tres naves, dos torre-campanarios laterales de los cuerpos, terminando en cubierta octogonal, rematando con linternas sobre las que se alzaba una cruz, ahora una imagen del Sagrado Corazón de Jesús. Frontispicio con orientación al Oeste, presidida por un extenso atrio, parque frente a la catedral.

### Frontispicio
El estilo del frontispicio, es similar al de la Iglesia del Gesú enmarcado con una profunda cornisa con medallón al centro, que después, fue trasladado a la parte trasera de la catedral, conjunto aprisionado por dos motivos curvos elegantes, terminando en volutas contrarias, sostenido aparentemente por cuatro pares de columnas adosadas con capiteles jónicos. El frontón está adosado por dos pares de columnas en ambos lados, íntegramente limpio, solamente la cornisa y el cimacio con elementos adicionales curvos.
Debajo del frontón, corresponde el acceso de las puertas a las naves, con pequeños arcos semejantes al rosetón.

### Las torres
Se alzan al mismo nivel del atrio, simétricas de tres cuerpos, simbolizando la Santísima Trinidad. El primer cuerpo, muestra una superficie sencilla, desnuda de ornamentos, con una claraboya al costado, sus columnas son pilastras adosadas, de forma cuadrada ubicadas una a cada esquina.
El segundo cuerpo de la torre, es de altura más reducida ocupando la parte central de las mismas, diferenciándose del primero, con ventanas a los lados laterales, con arcos elípticos y pilastras cuadradas que rematan con los capiteles jónicos correspondiendo al segundo orden de la arquitectura clásica, sobresale el cornisado extendiéndose en un solo trazo, con severa horizontalidad, paralelo a los dentículos, vincula las torres entre sí.
El tercer cuerpo se proyecta hacia las alturas, con la cruz en lo alto de las torres, ocupan los campanarios; columnas pareadas y cilíndricas, de fuste estriado, capitel corintio con basa circular con capiteles jónicos como el segundo cuerpo, constituyen las partes más neoclásicas de la fachada, igualmente el frontón.
Tiene ventanas en los campanarios, con arcos ojivales de reminiscencia gótica, no parten del nivel del piso de la torre.

## La nave central

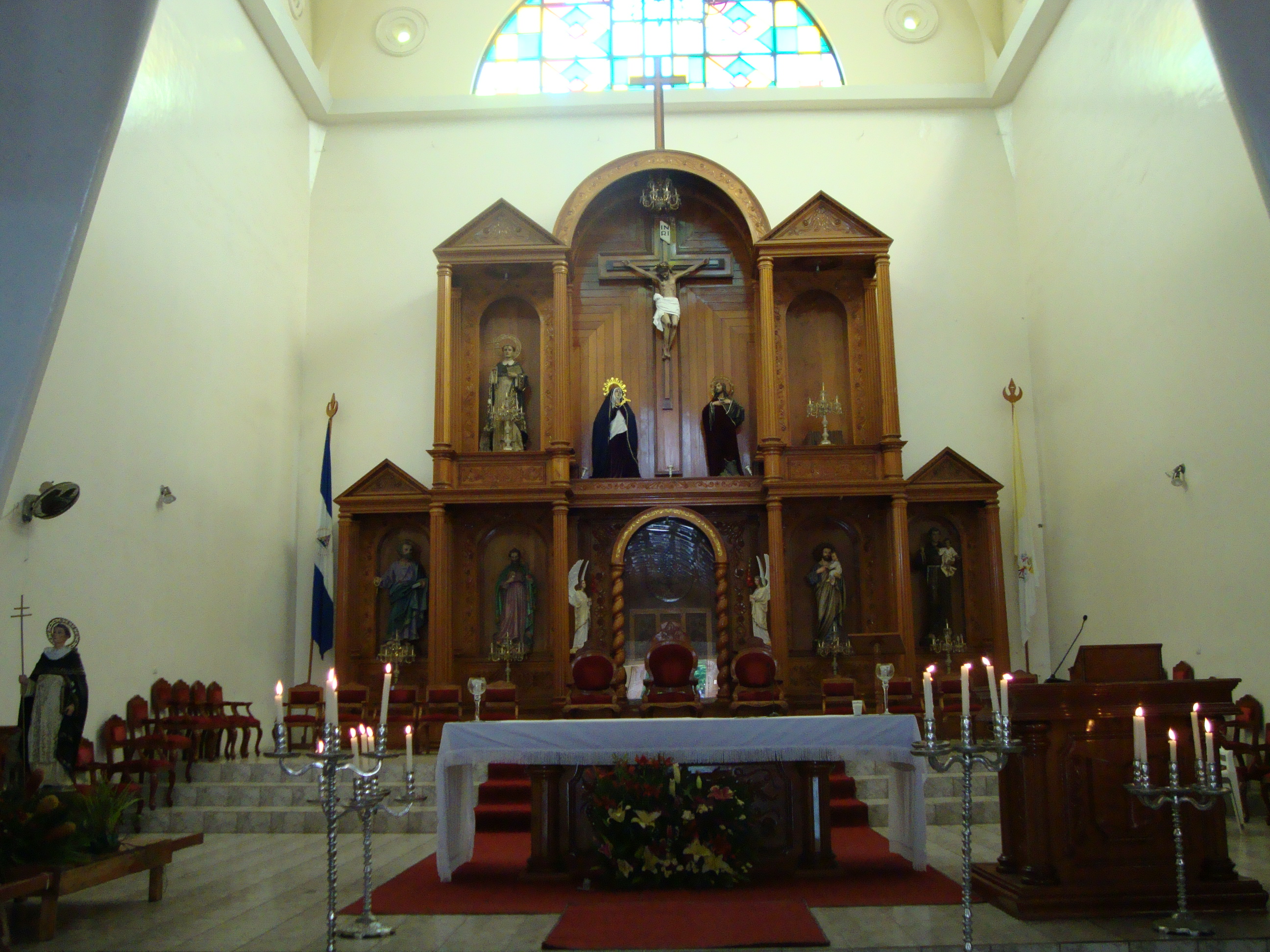
El retablo mayor en ausencia de Nuestra Señora del Rosario y san Francisco de Asís.

Comprende el cuerpo central de las tres naves, el crucero y la cabecera donde esta el presbiterio y la 
bóveda de aristas. Primero se construyó la nave central (1953) y el crucero (1955), posteriormente el 
presbiterio y la bóveda de aristas (1962), en un lapso de veinticinco años.
Se encargaron de su construcción los ingenieros Alejandro Osorno Arburola (1928), Carlos Baca Martínez (1927), Roger Gutiérrez Herrera y el arquitecto esteliano Miguel Cifuentes con la empresa capitalina Ingenieros Civiles Asociados (ICA), esta empresa elaboró nuevos planos para el cuerpo y la cabecera del templo.
Se inició con el encolumnado, teniendo que remover las vigas y las altas columnas de níspero, estaba distribuido en catorce columnas, en hileras de siete a cada lado, las paredes de adobe, se cambiaron a paredes de ladrillos, las 14 columnas de madera se sustituyeron por 24 de concreto, el techo de teja de barro, se sustituyó por láminas de zinc, se cambió también el piso, se alzó una bóveda de arista de forma original.

### La cabecera y la bóveda
Cabecera de forma cuadrada con bordes esquineros enmarcados por elementos adosados asemejando pilastras angostas en los lados del cuerpo, sus paredes adornadas con bellas estaciones del vía crucis, con marco de madera asemejando un templo, donado por las familias adineradas de la ciudad y fondos de la parroquia, durante el curato del Presbítero Wester López.
La bóveda se forma por la unión de dos cañones que se entrecruzan entre sí, presentando cuatro caras a los cuatro puntos cardinales, representando una cruz griega, al mismo tiempo los cuatro evangelios y los cuatro evangelistas (Mateo, Marcos, Lucas y Juan), en cada lado de la bóveda se distribuyen tres óculos que multiplicados por cuatro resulta la cantidad doce, los doce apóstoles, los vitrales, proyectan baños de luz al presbiterio y el altar mayor. El diseñador de la bóveda fue el arquitecto de Managua José Brockman Estrada, haciendo el anteproyecto en acuarela (1957), fue contratado por Monseñor Julio César Videa, para construir la iglesia de Quilalí y luego el de Condega, Monseñor Emilio Santiago Cavarría le conoció y lo contrató para el trabajo de la cabecera de la Iglesia de Estelí.
La nave transversal del crucero posee dos capillas, una hacia el norte, conocida como la Capilla del Santísimo Sacramento, ornamentada con un retablo de madera, dos pinturas de ángeles al óleo, en las paredes laterales de la capilla, los óleos de la Oración de Jesús en el Huerto de Getsemaní y La Transfiguración de Rafael, réplicas de un pintor esteliano, las pinturas se llevaron a cabo en el curado del Rev. Jaime Valdivia Pinell, Real; en la capilla sur, se destaca el bautisterio, con un retablo de madera preciosa, al centro del retablo el óleo del Bautismo de Nuestro Señor Jesucristo, al lado derecho el óleo de san Agustín de Hipona y a la izquierda el óleo de Jesús de la Divina Misericordia.
En la nave norte, al lado de la nave central, se destaca un retablo de singular tamaño con la imagen del Sagrado Corazón de Jesús, en la nave sur, se destaca el retablo con la Imagen de la Inmaculada Concepción de María, Patrona de Nicaragua. En el retablo principal se destacan las imágenes al centro superior el Cristo Crucificado del Desprendimiento de las Misericordias, al centro-inferior la imagen antigua de Nuestra Señora del Rosario, titular de la Catedral y Patrona de la Diócesis. A los lados derechos e izquierdo superior del retablo las imágenes de san Francisco de Asís y santo Domingo de Guzmán. En los laterales inferior del retablo mayor, las imágenes de san Antonio de Padua, antiguo titular del templo, san José, san Judas Tadeo y san Pedro Apóstol.
Se erigió canónicamente como catedral y sede de la nueva diócesis el 17 de diciembre de 1962 por disposición del papa Juan XXIII, con la Bula Suprem numeris, designando como Obispo a Monseñor Clemente Carranza y López.

## Hallazgo
En 1946, estando el templo en su primera etapa se descubrió la antigua imagen del “Señor Crucificado del Desprendimiento”, el Pbro. Mons. Mejía Fajardo, siendo párroco del templo; el 21 de agosto, por causa de la remodelación del templo, el Cristo se encontraba depositado en una urna de madera, abandonado en un depósito del altar mayor.

La imagen tenía los brazos y los dedos quebrados y un problema en la posición de las piernas.
Orient Bolívar Juárez

Tiempo después del hallazgo se encargó la segunda restauración, siendo la primera en 1778, en la Villa de San Antonio; se encargó la restauración al pintor y escultor jinotepino, Jacobo Gómez. Las crónicas, respecto al descubrimiento de la imagen, se refieren así:

El día miércoles 14 de mayo se presentó ante mí en escultor Don Jacobo Gutiérrez, natural de Jinotepe, pidiéndome trabajo, le manifesté no tenía nada por el momento, pero en vista de su insistencia me acordé del Cristo abandonado detrás del altar mayor, se lo mostré y me prometió arreglarlo satisfactoriamente.

El restaurador descubrió un problema en la extremidad inferior, en la posición de las piernas, el que solo se corregiría solamente cortando la extremidad, al realizar el trabajo de reconstrucción de la extremidad, descubrió en su interior un documento, en que el escrito expresaba:

1778. Jesús, María y José. –Amén-

En la Villa de San Antonio de Estelí, en cuatro de Mayo, miércoles día de Santa Mónica, se comenzó a retocar este Señor Crucificado del Desprendimiento de esta Santa Iglesia Parroquial; por el Sr. Pintor Francisco Rodríguez, natural de la Villa de Nicaragua, de este Obispado, siendo hechura de otro. El Señor era muy antiguo, que ahora ha sido preciso pulirlo, perfeccionarlo y en el caso de los colores, afeites y trabajo, se canceló con las limosnas que para este fin se juntaron entre los vecino españoles de esta Villa, habiendo mantenido de comida y bebida al maestro mientras hubo retocado al Señor, María Antonia de Jesús Ferrufino, vecina de esta otra Villa; la hermandad de este Divino Señor ha sido costumbre desde la fundación de esta expresada Villa entre la gente pobre y vecina de ella; por lo que siempre sacan los mulatos la procesión del Descendimiento; y en la actualidad es alcalde y presidente de esta Hermandad Pedro Alvarado; y cura por el rey de esta otra Villa el Bendecido Don José Hernán de Vega, natural de la ciudad de Granada, de este mismo Obispado. De cuyo puño es esta letra  y ruega por amor de este Divino Señor, a todos los que leyesen esta noticia recen un sufragio por su alma, y si fuesen Sacerdotes, un Responso, quien lo firma con el maestro pintor para que conste. Ut Supra.

La imagen fue bautizada por Mejía Fajardo, como “Señor del Desprendimiento de las Misericordias” y fue entronizada solemnemente el 14 de julio de 1947, con los párrocos de Madriz y Ocotal, se bendijo el mismo día el arco toral, se invitó a la solemne misa de Réquiem a los presbíteros Mons. Nicolás Antonio Madrigal y García, Pbro. Miguel Ángel Padilla y Gómez, Pbro. José María Montes, Pbro. Ernesto Gutiérrez, entre otros destacados párrocos del norte del municipio.

## Cronología de los Obispos
- Mons. Clemente Carranza y López (Nandasmo, Masaya, 23 de noviembre de 1905 – Estelí, 8 de febrero de 1978), ordenado sacerdote el 12 de marzo de 1932; su Consagración Episcopal el 19 de marzo de 1963,[4] primer Obispo de la Diócesis.[5]
- Mons. Rubén López Ardon (19 de junio de 1934) Ordenación Sacerdotal (22 de diciembre de 1961); Consagración Episcopal (27 de mayo de 1979; retirado).[6]
- Mons. Juan Abelardo Mata Guevara, S.D.B. (23 de junio de 1946); ordenación sacerdotal (15 de agosto de 1976); Consagración Episcopal (19 de marzo de 1988).[7]

## Panteón
En la catedral se encuentran las sepulturas de hombres y mujeres ilustres de la ciudad, en su mayoría religiosos y religiosas, se encuentran los restos de:
- Pbro. José Filemón Herrera (León, 21 de marzo de 1896 – Estelí, 20 de agosto de 1945).
- Mons. Emilio Santiago Cavarría (Chinandega, 28 de octubre de 1893 – Estelí, 27 de septiembre de 1967).
- Mons. Clemente Carranza y López (Nandasmo, Masaya, 23 de noviembre de 1905 – Estelí, 8 de febrero de 1978).
- Máxima Gurdián, hermana del Pbro. Felipe Gurdián.

## Galería

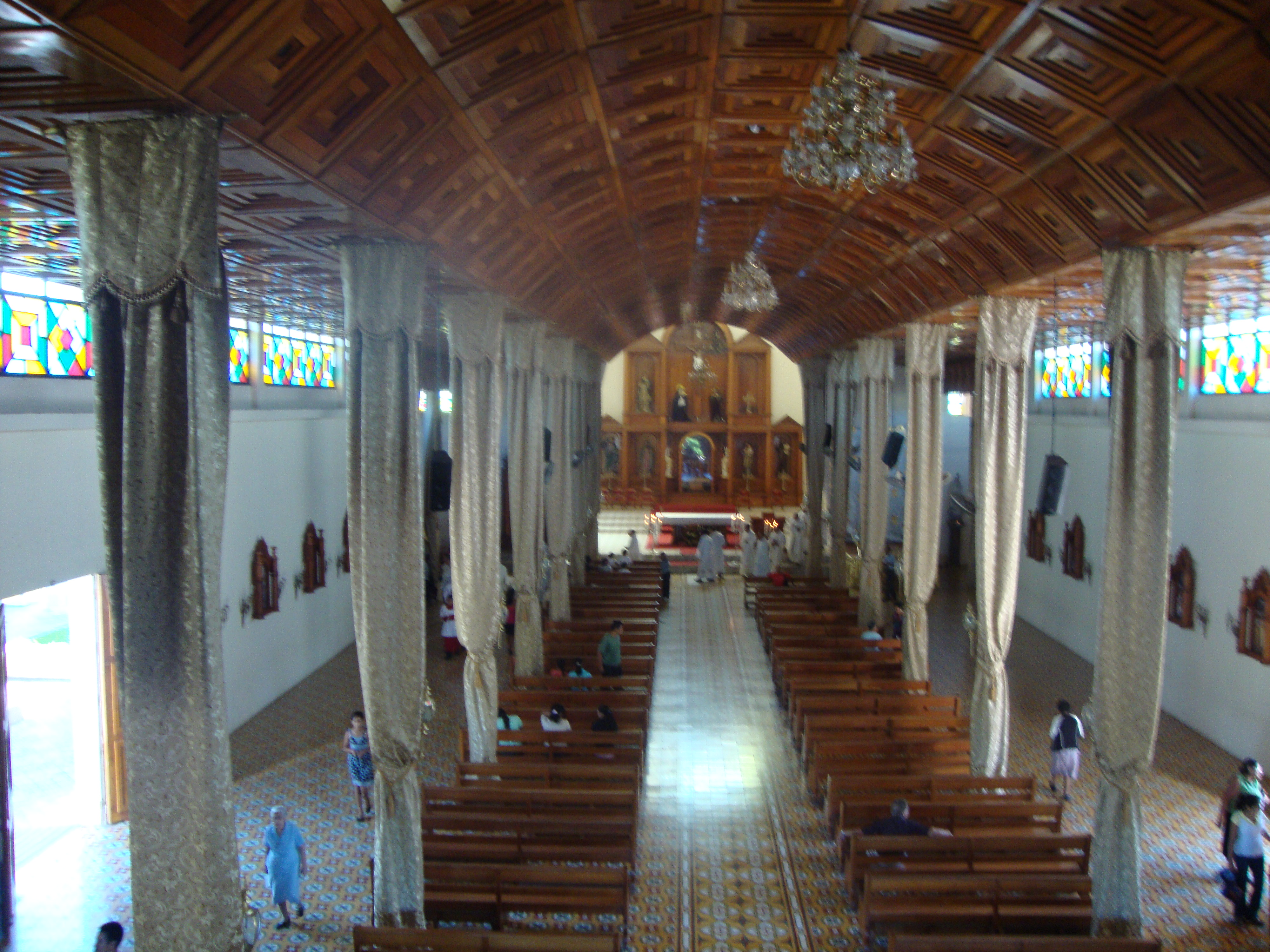
Vista del Presbiterio desde el coro.
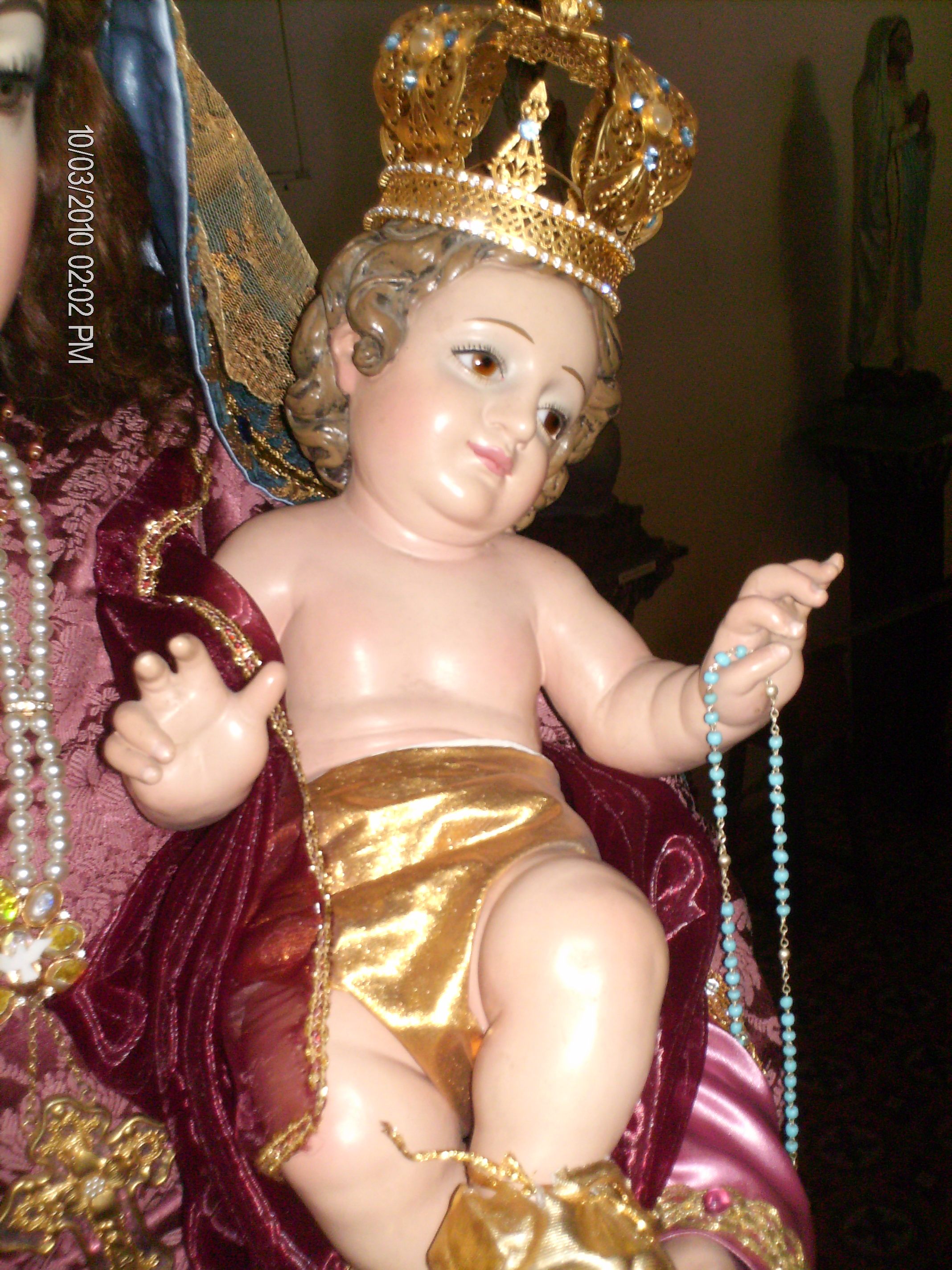
Detalle de la imagen del Niño Jesús, en el brazo de la imagen de la Virgen.
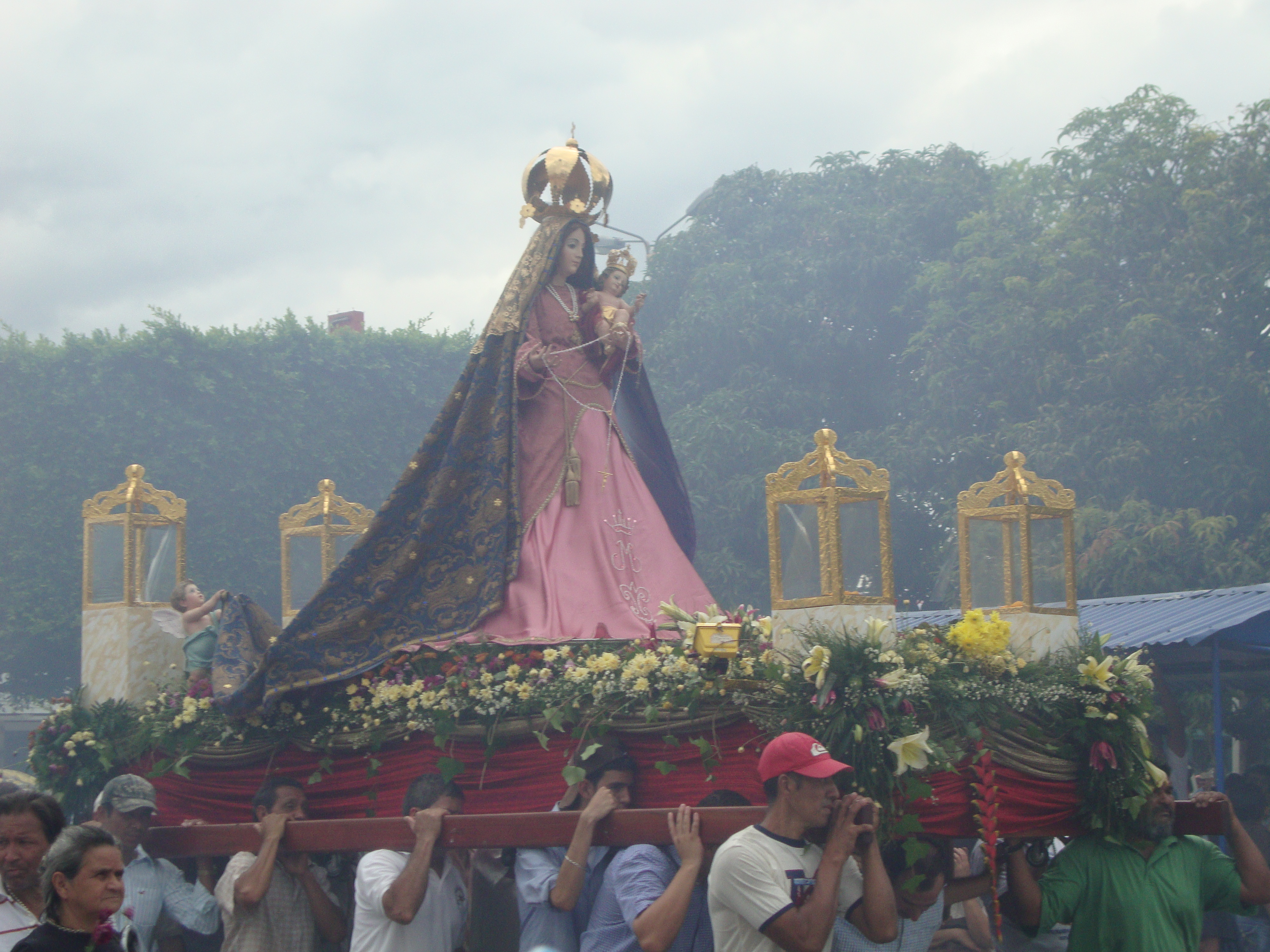
Imagen de la Patrona de la Diócesis durante la procesión del 7 de octubre.
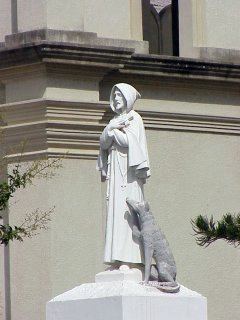
Estatua colocada en el costado sur de la Catedral en conmemoración de las bodas de plata de la fundación de la Tercera Orden de san Francisco.